# (972) Кония
(972) Кония (нем. Cohnia) — крупный астероид главного пояса. Он был открыт 18 января 1922 года немецким астрономом Максом Вольфом в обсерватории Хайдельберг в Германии. Назван в память немецкого астронома Фрица Кона.

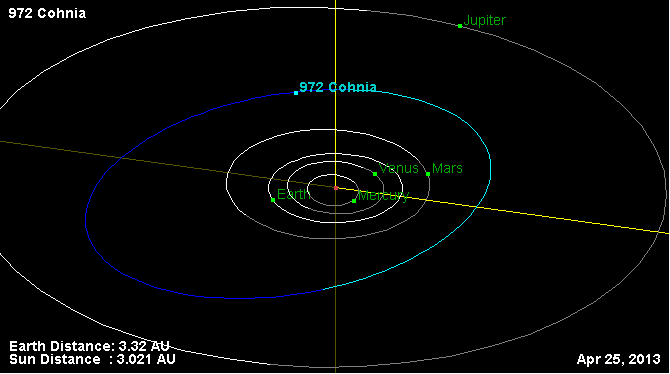
Орбита астероида Кония и его положение в Солнечной системе